# Hydromys neobritannicus
Hydromys neobritannicus је врста глодара из породице мишева (Muridae).

## Распрострањење
Ареал врсте је ограничен на једну државу. Папуа Нова Гвинеја је једино познато природно станиште врсте.

## Станиште
Станишта врсте су шуме, мочварна и плавна подручја, речни екосистеми и слатководна подручја. Врста је присутна на подручју острва Нова Гвинеја.

## Угроженост
Подаци о распрострањености ове врсте су недовољни.